# Leucophenga tripunctipennis
Leucophenga tripunctipennis är en tvåvingeart som beskrevs av Malloch 1926. Leucophenga tripunctipennis ingår i släktet Leucophenga och familjen daggflugor.
Artens utbredningsområde är Costa Rica. Inga underarter finns listade i Catalogue of Life.